# 李夙抱
李夙抱（？—？），天津人，是一名清朝政治人物。进士出身。
李夙抱曾于顺治年间接替李佐圣任延平府知府一职，顺治年间由郭允昌接任。